# Реметеа Мика (Тимиш)
Реметеа Мика (рум. Remetea Mică) насеље је у Румунији у округу Тимиш у општини Машлок. Oпштина се налази на надморској висини од 143 m.

## Историја
По "Румунској енциклопедији" место је основано 1773. године, током друге колонизације Баната. Ту је било некад село Ремета. Нојман је ту населио два немачка насеља: Конигсхоф и Греифентал. Већ 1783. године укинут је Греифентал, па су становници прешли у Конигсхоф. Румуни су место звали "Ремета Германа".
Аустријски царски ревизор Ерлер је 1774. године констатовао да место "Конигсхофен" (Мала Ремета) припада Сентмиклошком округу, Липовског дистрикта. Становништво је било немачко.

## Становништво
Према подацима из 2002. године у насељу је живело 519 становника.

### Попис2002.
| Расподела становништва по националности 2002.‍ | Расподела становништва по националности 2002.‍ | Расподела становништва по националности 2002.‍ | Расподела становништва по националности 2002.‍ | Расподела становништва по националности 2002.‍ |
| --------------------------------------------- | --------------------------------------------- | --------------------------------------------- | --------------------------------------------- | --------------------------------------------- |
|                                               |                                               |                                               |                                               |                                               |
| Румуни                                        | Румуни                                        |                                               | 293                                           | 57,6%                                         |
| Мађари                                        | Мађари                                        |                                               | 17                                            | 3,3%                                          |
| Украјинци                                     | Украјинци                                     |                                               | 199                                           | 39,1%                                         |